# Stavropolsky (huyện)
Huyện Stavropolsky (tiếng Nga: ? райо́н) là một huyện hành chính tự quản (raion), của Tỉnh Samara, Nga. Huyện có diện tích 3869 km², dân số thời điểm ngày 1 tháng 1 năm 2000 là 43100 người. Trung tâm của huyện đóng ở Tol'yatti.